# 德沃里奇納區

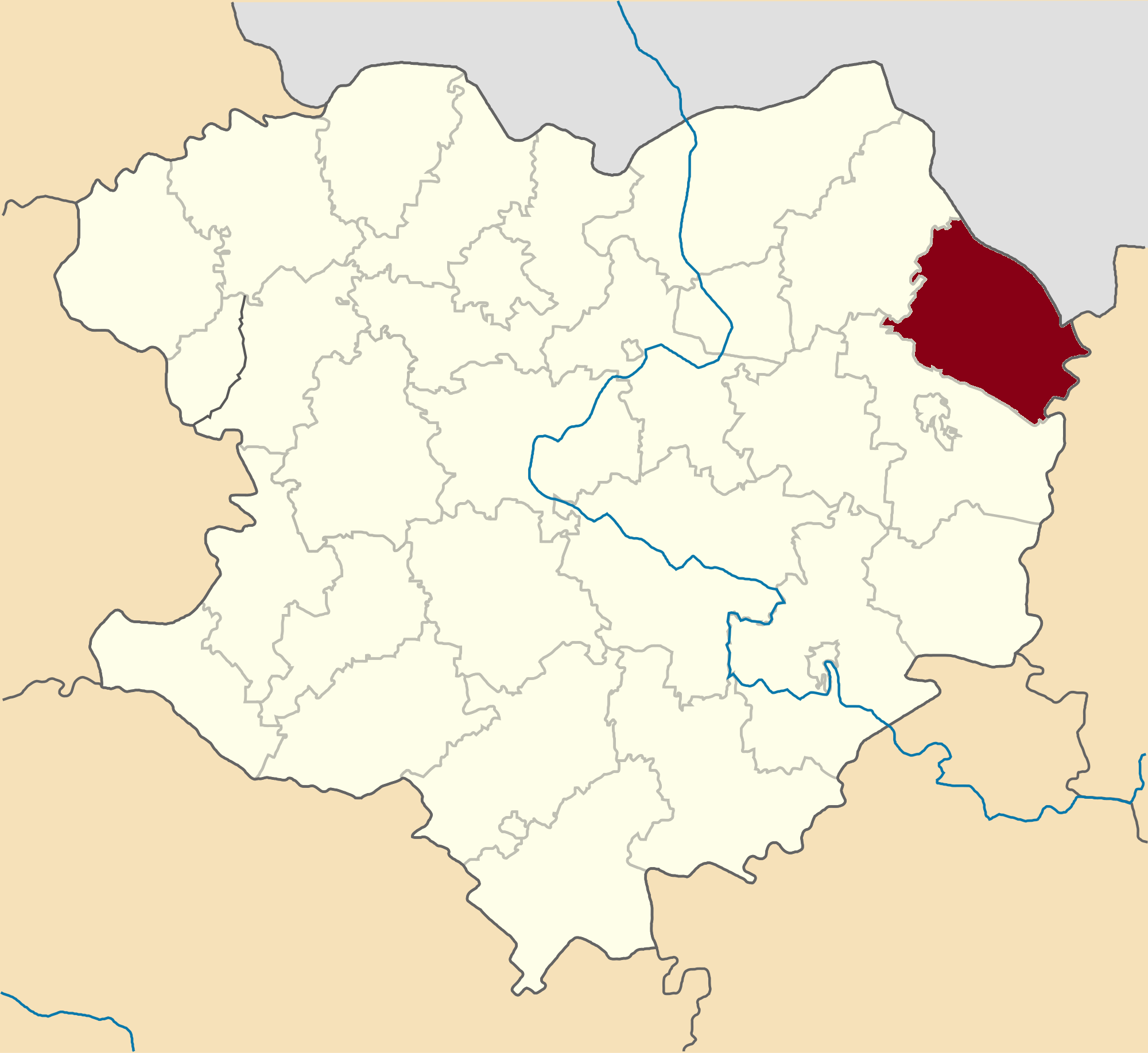

德沃里奇納區（烏克蘭語：Дворічанський район），曾是烏克蘭的一個區，位於該國東部，由哈爾科夫州負責管轄，首府設於德沃里奇納，面積1,112.35平方公里，2013年人口18,399，人口密度每平方公里16.54人。
该区在2020年7月18日的乌克兰行政区划改革中被撤销，改革后哈爾科夫州下分为7个区，德沃里奇納區合并至庫皮揚斯克區。